# Роботы зари
«Роботы Зари» (англ. The Robots of Dawn), в других переводах «Роботы утренней зари», «Роботы рассвета» — роман Айзека Азимова, являющийся продолжением «Обнажённого солнца». Книга была впервые опубликована в 1983 году.
Роман входит в цикл «Детектив Элайдж Бейли и робот Дэниел Оливо». Она также является первой книгой, в которой Азимов начал соединять этот цикл с произведениями о Сьюзен Келвин и циклом «Основание».

## Сюжет
Со времени событий «Обнажённого солнца» прошло два года. Детектив Элайдж Бейли возглавляет движение людей, желающих начать колонизацию новых систем. Для этого они приучаются подолгу находиться и работать на открытом воздухе, преодолевая типичную для землян агорафобию. Во время одного такого занятия к Бейли подходит робот и говорит, что ему надо явиться в управление полиции. Это связано с Авророй, планетой в системе Тау Кита, первым (и главным) из миров космонитов, с которым Бейли хочет договориться о разрешении на колонизацию.
Доктор Хэн Фастольф, один из главных персонажей «Стальных пещер», обвиняется в преступлении. Человекоподобный робот (аналогичный Дэниелу Оливо) был убит; точнее, его мозг разрушили, введя в логическое противоречие, как в рассказе «Лжец!». Для того, чтобы сделать такое с подобным роботом, нужно досконально знать его устройство, и, соответственно, единственный подозреваемый — сам Фастольф, конструктор этого робота. С юридической точки зрения, дело не очень серьёзное — речь о порче человеком его личного имущества — но Фастольф не только роботехник, он ещё и политик, возглавляющий фракцию, поддерживающую Землю. Его противники раздувают вокруг дела громкий политический скандал, и если он проиграет — Земля в лучшем случае может забыть о всех попытках колонизации. Поскольку сам Фастольф не может предложить никакой альтернативы, кроме чистой случайности, и никаких доказательств невиновности, кроме своего честного слова, положение складывается не в его пользу.
Бейли садится на корабль и отправляется на Аврору. В пути он опять встречается с Дэниелом Оливо, а также знакомится с Р. Жискаром Ревентловом, мажордомом доктора Фастольфа.
После прибытия на Аврору Фастольф объясняет Бейли ситуацию. Его противники, Глобалисты, хотят, чтобы только Аврора (в крайнем случае, только космониты) колонизировала Галактику. Поскольку сами они, привычные к комфорту своих миров и ценящие свои долгие жизни, не готовы к трудностям колонизации, они хотят использовать в качестве колонизаторов человекоподобных роботов. Их умеет конструировать только Фастольф, и создал он только двоих: Дэниела (которого построил на основе его теории Сартон, убитый в «Стальных пещерах») и уничтоженного теперь Джандера Пэнелла. Его противники создали целый Институт Роботехники в попытке повторить его достижение и не перестают оказывать на Фастольфа давление в попытке заставить его поделиться секретом. Этот инцидент они пытаются представить как попытку Фастольфа представить человекоподобных роботов ненадёжными, а также отработать способ быстрого их уничтожения в будущем.
Далее Фастольф с Бейли идут к женщине, в доме которой находился Джандер в момент инцидента. Ею оказывается Глэдия, переехавшая на Аврору в конце «Обнажённого солнца». Как выясняет Бейли, Джандер был любовником Глэдии, и она даже считала его своим мужем.
На следующий день Бейли, Дэниел и Жискар едут к биологической дочери Фастольфа, Василии. Она считает своего отца чудовищем, способным на все ради своей идеи — Психоистории. Именно с этой целью, заявляет она, Хэн вырастил её сам (обычно на Авроре воспитанием детей занимаются профессионалы, а семейные связи практически отсутствуют). И с этой же целью был уничтожен Джандер - чтобы изучить реакцию Глэдии.
Вслед за этим Бейли беседует с Сантириксом Гремионисом. Гремионис в своё время пытался ухаживать за Василией, а затем за Глэдией. И той, и другой он многократно предлагал интимные отношения, несмотря на отказы. В процессе разговора выясняется, что Василия подстроила ухаживания Гремиониса за Глэдией. К сожалению, это мало помогает прояснению ситуации, но неосторожные высказывания Бейли в разговоре с Глэдией навлекают на него обвинения в клевете — очень серьёзная вещь на Авроре.
Далее детективу удаётся добиться встречи с доктором Келденом Амадиро. Амадиро — глава как Глобалистов, так и Института, и начальник Василии с Гремионисом. Он говорит с Бейли о своих планах по колонизации Галактики, но предупреждает его, что обвинения в клевете были доложены Председателю Законодательного Собрания (фактически, президенту Авроры), и на следующий день должна состояться встреча, после которой Бейли, скорее всего, будет с позором отправлен домой.
На пути обратно к дому доктора Фастольфа машина на воздушной подушке, на которой едет Бейли, вынуждена остановиться. Компрессор повреждён, причём, по-видимому, намеренно. Бейли приказывает роботам оставить его и отправиться домой (дело происходит во время грозы, и пойти с ними он не может). Вскоре после их ухода появляется группа чужих роботов. Бейли удаётся отправить их обратно, заявив, что его роботы направились в Институт Роботехники. После этого он выходит из машины наружу, где теряет сознание от агорафобии. Его находят Глэдия с Жискаром и увозят к ней домой.
На следующий день Жискар объясняет Бейли политическую традицию Авроры. Чтобы не подвергать общество опасности продолжительных и упорных дебатов, все спорные вопросы принято решать на закрытых заседаниях ещё до официального голосования. Вследствие этого Председатель, формально имеющий лишь символические полномочия, на деле обладает весьма значительной властью, поскольку именно ему доверяют вести такие заседания, пытаться достичь компромисса между сторонами и, если это невозможно, решить, в чью пользу проходит окончательное голосование. Пока Председатель строго объективен и нейтрален, шансы собрать против его решения не только большинство, но вообще значительное количество голосов можно считать нулевыми. Нынешней встрече предстоит стать именно таким заседанием, а значит, от неё зависит всё.
На встрече Председатель заявляет, что дело надо закрыть как можно скорее. Под делом он подразумевает вовсе не порчу робота (это дело для гражданского суда, да и там вряд ли найдут состав преступления) и тем более не вопрос поведения Бейли. Главное для него — политические споры по вопросу колонизации Галактики. Ключевым является вопрос колонизационных прав Земли, и сразу выясняется, что именно в нём стороны на компромисс не готовы.
Когда Председатель спрашивает Бейли, что тому удалось выяснить, детектив описывает события предыдущего дня. Как он заявляет, Амадиро для его планов необходимы человекоподобные роботы, а поскольку его попытки создать своих пока безрезультатны, ему остаётся только одно — досконально изучить поведение Дэниела и таким образом получить нужные данные о его устройстве. Если бы вчера Бейли не отправил бы Дэниела домой, Амадиро получил бы такую возможность.
Хотя картина, представленная Бейли, логически согласована, это мало чего стоит против слова такого высокопоставленного гражданина как Амадиро. Но тут Бейли задаёт вопрос. Во время вчерашнего разговора Амадиро назвал Джандера мужем Глэдии. Он мог догадаться, что они были любовниками (на Авроре очень свободные нравы), но брак для аврорианцев подразумевает возможность детей, и по отношению к роботу — вещь совершенно бессмысленная. Откуда тогда Амадиро мог об этом узнать? Амадиро говорит, что мог об этом от кого-то слышать, но явно пытается увильнуть от прямого ответа. Как заявляет Бейли, есть только один аврорианец, от которого Амадиро мог об этом узнать — Джандер.
Бейли теперь восстанавливает ход событий. Амадиро не мог незаметно связаться с Дэниелом, находившимся в доме доктора Фастольфа, но Джандер был у Глэдии, не имевшей его навыков. Как бывшая солярианка, Глэдия любила гулять, и, посоветовав Василии направить внимание Гремиониса на Глэдию, Амадиро добился того, что её подолгу и регулярно не было дома — в процессе ухаживаний Гремиониса они гуляли часами. В это время Амадиро связывался с Джандером и изучал его поведение. Когда Джандер отключился, Амадиро, считая, что близок к решению, начал искать пути заполучить Дэниела — и подстроил вчерашнюю ловушку.
Когда Бейли заявляет, что именно эти эксперименты могли разрушить мозг Джандера, нервы Амадиро не выдерживают, и он заявляет, что эти эксперименты были совершенно безопасны. Подобного признания достаточно, чтобы сделать его положение безнадёжным. К счастью для него, Фастольф не намерен ни мстить сопернику, ни добиваться сокрушающей победы. Если Амадиро согласится признать право Земли на колонизацию, Фастольф готов не только забыть об инциденте, но и передать Институту теорию человекоподобных роботов. Амадиро вынужден согласиться.
Бейли возвращается на Землю, где его ждёт очередное повышение. Перед отлётом он говорит с Жискаром. Случайное отключение Джандера, даже с учётом опытов Амадиро, крайне маловероятно. Видимо, отключение было преднамеренным. Бейли не хочет поднимать этот вопрос официально — слишком идеально закрыто дело. Но у него есть подозревамый. На протяжении романа Жискар регулярно вёл себя так, будто знал, что думает Бейли. Он телепат, и притом способный действовать на чужой мозг. Жискар признаётся, что это так — Василия, когда жила с отцом, часто модифицировала мозг Жискара и случайно дала ему такие способности. Зная об экспериментах Амадиро и желая узнать побольше о движении колонизаторов на Земле, он отключил Джандера и подстроил поездку Бейли.

## Рецензии
Хотя в трилогии между убийством на Солярии и уничтожением робота на Авроре прошло лишь два года, моменты публикации «Обнажённого солнца» (1956) и «Роботов зари» (1983) разделяет почти три десятилетия. За это время, по мнению немецкого критика Михаэла Оттенбрюха, изменился и мир, и научная фантастика, и в не меньшей степени сам Азимов. Это заметно, например, по гораздо большей свободе, с которой в романе описаны постельные сцены. Оттенбрюх отмечает, что роман как детектив построен более точно, чем два предыдущих, и вся информация, необходимая для раскрытия преступления, предоставлена и читателю, и Бейли уже к середине романа, однако разгадка становится неожиданной, и читатель почти сердится, что не смог прийти к ней раньше, чем сыщик.